# Gunther Kress
Pour les articles homonymes, voir Kress.
Gunther Rolf Kress (Fürth, 18 mars 1940 - Rome, 20 juin 2019), est un linguiste et sémioticien allemand. Kress est considéré comme l'un des principaux chercheurs dans les domaines de l'analyse critique du discours, de la sémiotique sociale et de la multimodalité,,,. En 2012, il a été nommé membre de l'Ordre de l'Empire Britannique pour services rendus à l'académie. Il était docteur honoris causa de plusieurs universités. Kress a été décrit comme "l'un des principaux académiciens du début du XXIe siècle".